# Octar
Octar ou Ouptaros (mort en 430), jeune frère de Moundzouk, est un roi des Huns peu avant le règne de son neveu Attila.

## Biographie
Il règne conjointement avec son frère Rugila. 
Il meurt à la veille d'une attaque planifiée contre les Burgondes.